# Кручаков Самуїл Абрамович
Самуїл Абрамович Кручако́в (нар. 19 травня 1905, Маріуполь — пом. 6 лютого 1969, Київ) — український радянський живописець; член Асоціації художників Червоної України у 1928—1929 роках, Спілки художників СРСР у 1941—1960 роках та з 1964 року і Спілки художників Узбецької РСР з 1944 року.

## Біографія
Народився 19 травня 1905 року у місті Маріуполі (тепер Донецька область, Україна). 1934 року закінчив Харківський художній інститут, де навчався у Бориса Косарєва. Член ВКП(б) з 1944 року.
Помер в Києві 6 лютого 1969 року.

## Творчість
Праював у галузі станкового живопису. У реалістістичному стилі створював темататичні картини, портрети, пейзажі. Серед робіт:
- «Тарас Шевченко в казармі» (1939, у співавторстві з Ібрагімом Літинським; 1967);
- «Тарас Шевченко, Михайло Щепкін і Василь Жуковський» (1940);
- «Туман над Дніпром» (1947);
- «Перехід Сидора Ковпака через Дніпро» (1950);
- «Човни. Київський літній вокзал» (1950-ті);
- «Будиночок у Ворзелі» (1950-ті);
- «Міський пейзаж» (середина 1950-х);
- «Сутінки» (1956);
- «Зима 1944–1945 років» (початок 1960-х);
- «Літній день» (1964);
- «Гладіолуси» (1964);
- «Натюрморт із динею» (1965);
- «Лісова стежина» (1969).

Брав участь у всеукраїнських мистецьких виставках з 1935 року. Персональні посмертні виставки відбулися у Києві у 2002 та 2006 роках.. 
Деякі твори зберігаються у Національному музеї Тараса Шевченка у Києві, а також музеях Росії, Узбекистану, Канади. 